# Кельме
Кельме (лит. Kelmė, устар. рус. Кельмы) — город в Шяуляйском уезде Литвы. Является административным центром Кельмеского района и относится к этнографическому региону Жемайтия.

## География
Город расположен на реке Кражанте, в 19 км от железнодорожной станции Титувенай. Расстояние до Шяуляя составляет 50 км, до Вильнюса — 210 км.

## История
Город впервые упоминается в 1416 году когда была построена первая церковь.
В 1655 и 1701 годах город был сожжён шведской армией. В 1830 году в Кельме был основан винокуренный завод, в 1833 году — кожевенное предприятие, в 1860 году — пивоваренный завод.
С 1795 года, после третьего раздела Речи Посполитой, местечко Кельме входило в состав Россиенского уезда Виленского наместничества Литовской губернии Виленской губернии Российской империи а с декабря 1842 года вновь образованной Ковенской губернии.
До Второй мировой войны в Кельме находилась известная иешива. Согласно переписи 1897 года (1717 человек мужского и 2197 женского рода) евреи составляли значительную часть населения города (2710 человек иудейского вероисповедания и 1006 человек римско-католического), подавляющее большинство были торговцами.
Большая часть евреев в сельском районе Кельме были убиты во время массового расстрела 29 июля 1941 года. Казни совершались литовскими нацистами, вспомогательной полицией и немцами. В общей сложности число жертв составило 1250—1300 человек.
В 1998 году был утверждён современный герб Кельме.

## Экономика
Льнообрабатывающая, трикотажная, пищевая промышленности.

## Население
| 2001   | 2002    | 2003    | 2004    | 2005    | 2006    | 2007  | 2008  | 2009  |
| ------ | ------- | ------- | ------- | ------- | ------- | ----- | ----- | ----- |
| 10 899 | ↘10 845 | ↘10 745 | ↘10 580 | ↘10 351 | ↘10 109 | ↘9943 | ↘9708 | ↘9482 |
| 2010   | 2011    | 2012    | 2013    | 2014    | 2015    | 2016  | 2017  | 2018  |
| ↘9216  | ↘9190   | ↘9055   | ↘8996   | ↘8828   | ↘8744   | ↘8496 | ↘8163 | ↘7897 |
| 2019   | 2020    | 2021    | 2022    | 2023    |         |       |       |       |
| ↘7652  | ↘7505   | ↗7688   | ↘7538   | ↘7512   |         |       |       |       |

| 1833 | 1861 | 1883 | 1897 | 1923 | 1939 | 1959 | 1970 | 1974 | 1979 | 1989  | 2001  | 2011 |
| ---- | ---- | ---- | ---- | ---- | ---- | ---- | ---- | ---- | ---- | ----- | ----- | ---- |
| 385  | 1303 | 1800 | 3914 | 2900 | 3700 | 5140 | 6934 | 8000 | 9073 | 11557 | 10900 | 9190 |

## Известные уроженцы
- Мерас, Ицхокас — советский литовский писатель.

## Достопримечательности[5]
- Архитектурной доминантой города является Успенский костёл. С ним связано первое упоминание города. Современное здание (красный кирпич)  было построено в 1908 году.
- Усадьба Кельме[лит.] (ныне краеведческий музей).
- Евангелическая церковь[лит.].